# 加查雪兔子
加查雪兔子（学名：Saussurea gyacaensis）是菊科风毛菊属的植物，是中国的特有植物。分布在中国大陆的西藏等地，生长于海拔4,800米的地区，一般生长在高山流石滩，目前尚未由人工引种栽培。